# L'amore dei visi pallidi
L'amore dei visi pallidi (The Heart of Wetona) è un film muto del 1919 diretto da Sidney Franklin. Il soggetto è tratto da The Heart of Wetona, un lavoro teatrale scritto da George Scarborough nel 1916 che restò in scena a Broadway - interpretato da Lenore Ulric - per 95 recite.

## Trama
Wetona, figlia di un capo tribù pellerossa e di una donna bianca, torna a casa quando finisce gli studi. Si ritrova a non riconoscersi pienamente in nessuna delle due sue culture.

## Produzione
Il film fu prodotto dalla Norma Talmadge Film Corporation.

## Distribuzione
Distribuito dalla Select Pictures Corporation, il film uscì nelle sale cinematografiche USA il 5 gennaio 1919.
Copie della pellicola sono conservate negli archivi della Library of Congress (positivo 35 mm), dell'International Museum of Photography and Film at George Eastman House (positivo 35 mm), dell'UCLA Film and Television Archive (positivo 16 mm) e a Londra al Cinema Museum (positivo 35 mm).